# ジョゼ・アウグスト
ジョゼ・アウグスト（Jose Augusto、1992年3月28日 - ）は、ブラジルの男性総合格闘家。ブラジルバイーア州出身。初代Centro Oeste Fight (COF) ヘビー級王者。ピットブル・ブラザーズ所属。

## 来歴
幼少期から格闘技に興味を持ち、15歳でムエタイを始めたのを皮切りに、キックボクシングやブラジリアン柔術、MMAにも取り組む。2012年にブラジルのプロ大会でデビューしKO勝利。2019年にはCOFヘビー級王者となる。2021年からはBellatorのライトヘビー級に参戦し、王者パトリシオ・ピットブルのチームメイトとして注目を集める。

### RIZIN
再びヘビー級に戻し、23年11月よりLFAに参戦し、2連勝を飾る。そんな中LFAの推薦選手として、RIZINが10年振りに行うRIZIN WORLD GP 2025 ヘビー級トーナメントに参戦が決定する。
2025年5月4日、RIZIN男祭りのRIZIN WORLD GP 2025 ヘビー級トーナメント1回戦でスダリオ剛と対戦。1Rに右フックでダウンを奪い、判定勝ちを収めた。

## 戦績

### プロ総合格闘技
| 総合格闘技 戦績 | 総合格闘技 戦績 | 総合格闘技 戦績 | 総合格闘技 戦績 | 総合格闘技 戦績 | 総合格闘技 戦績 | 総合格闘技 戦績 |
| --------------- | --------------- | --------------- | --------------- | --------------- | --------------- | --------------- |
| 17 試合         | (T)KO           | 一本            | 判定            | その他          | 引き分け        | 無効試合        |
| 11 勝           | 6               | 2               | 3               | 0               | 0               | 1               |
| 5 敗            | 1               | 3               | 1               | 0               | 0               | 1               |

| 勝敗 | 対戦相手                                       | 試合結果                                        | 大会名                                                                               | 開催年月日     |
| ×    | マレク・サモチュク                             | 5分3R終了 判定0-3                               | 超RIZIN.4 真夏の喧嘩祭り 【RIZINヘビー級WORLDグランプリ準決勝】                      | 2025年7月27日  |
| ○    | スダリオ剛                                     | 5分3R終了 判定3-0                               | RIZIN男祭り 【RIZINヘビー級WORLDグランプリ1回戦】                                    | 2025年5月4日   |
| ○    | エディヴァン・サントス                         | 2R 3:20 TKO（ドクターストップ：カットでの出血） | LFA 197: Kuziutina vs Guimarães                                                      | 2024年11月22日 |
| ○    | リチャード・ヤコビ                             | 5分3R終了 判定3-0                               | LFA 171: Neves vs. Cunha                                                             | 2023年11月3日  |
| ○    | シモン・ビヨン                                 | 5分3R終了 判定3-0                               | Bellator 296: Mousasi vs. Edwards                                                    | 2023年5月12日  |
| ×    | アレックス・ポリッツィ                         | 3R 0:49 リアネイキッドチョーク                  | Bellator 276: Borics vs. Burne 2                                                     | 2022年3月12日  |
| ×    | アンソニー・ジョンソン                         | 2R 1:30 KO（右ストレート→パウンド）             | Bellator 258: Archuleta vs. Pettis 【Bellatorライトヘビー級ワールドグランプリ1回戦】 | 2021年5月7日   |
| ○    | ジョナサン・ウィルソン                         | 1R 4:58 三角絞め                                | Bellator 255: Pitbull vs. Sanchez 2                                                  | 2021年4月2日   |
| ○    | ヴィニシウス・リマ                             | 1R 4:59 KO (パンチ)                             | Centro Oeste Fight 9 【COFヘビー級王座決定戦】                                       | 2019年9月14日  |
| ○    | ホセ・サントス                                 | 1R 2:29 アナコンダチョーク                      | Fight On 6                                                                           | 2019年7月13日  |
| ○    | エマニュエル・シルバ                           | 1R 1:03 KO（ボディキック）                      | SLF 1                                                                                | 2018年12月1日  |
| ○    | ロドリゴ・ロ                                   | 2R 5:00 TKO (ギブアップ)                        | GFC 62                                                                               | 2018年9月27日  |
| ー   | クレバーソン・タバレス                         | 1R 無効試合                                     | GFC 53                                                                               | 2017年6月10日  |
| ×    | ジャクソン・ゴンサルベス                       | 3R 2:06 一本                                    | Bokum FC                                                                             | 2014年4月26日  |
| ○    | ジョン・ロレンソ                               | 1R 1:55 TKO                                     | Bokum FC                                                                             | 2014年2月15日  |
| ×    | ルイス・ポンテス                               | 1R 0:52 ヒールフック                            | NRF                                                                                  | 2013年1月18日  |
| ○    | パブロ・アンドレ・フランクリン・ドス・サントス | 1R 1:58 KO（パンチ）                            | EF                                                                                   | 2012年8月25日  |

## 獲得タイトル
- 初代 COFヘビー級王座（2019年）